# 지난시
지난(제남, 중국어 간체자: 济南, 정체자: 濟南, 병음: Jǐnán)은 중화인민공화국 산둥성의 성도로 부성급시이다.

## 명칭
경내에 72개의 유명한 샘이 있어서 "샘의 도시"라고도 불리며 제강(济水)의 남쪽에 위치한다 하여 지난(济南)이라고 부른다.

## 지리
산둥성 서부에 위치하고 있으며 남서쪽으로는 랴오청, 북서쪽으로는 더저우, 북동쪽으로는 빈저우, 동쪽으로는 쯔보, 남동쪽으로는 라오우, 남쪽으로는 타이안과 인접해 있다. 산둥 성의 정치, 경제, 문화의 중심지이다. 시의 중심을 황하가 흐르며, 남쪽은 타이 산이 위치해 있다.
주요 산으로는 장청링(长城岭),파오마링(跑马岭),티즈 산 (梯子山),헤이뉴짜이(黑牛寨) 등등이 있다.

### 기후
지난은 온난대 반습윤 대륙성 계절풍 기후 지역이다. 특징은 계절풍이 뚜렷하며, 사계절이 분명하다. 봄에는 건조하고 비가 적으며, 여름에는 몹시 덥고 비가 많이 온다. 가을에는 비교적 시원하고, 겨울에는 건조하면서 한랭하다. 연평균 기온 14.5°C, 최난월 평균기온 27.4°C (7월), 최한월 평균기온 -0.7°C (1월)이다. 연평균 강수량은 669.6mm이며, 무상일수는 190～218일이다. 한여름엔 40도까지도 올라간다.
| 지난시 창칭구의 기후                                          | 지난시 창칭구의 기후 | 지난시 창칭구의 기후 | 지난시 창칭구의 기후 | 지난시 창칭구의 기후 | 지난시 창칭구의 기후 | 지난시 창칭구의 기후 | 지난시 창칭구의 기후 | 지난시 창칭구의 기후 | 지난시 창칭구의 기후 | 지난시 창칭구의 기후 | 지난시 창칭구의 기후 | 지난시 창칭구의 기후 | 지난시 창칭구의 기후 |
| 월                                                            | 1월                  | 2월                  | 3월                  | 4월                  | 5월                  | 6월                  | 7월                  | 8월                  | 9월                  | 10월                 | 11월                 | 12월                 | 연간                 |
| ------------------------------------------------------------- | -------------------- | -------------------- | -------------------- | -------------------- | -------------------- | -------------------- | -------------------- | -------------------- | -------------------- | -------------------- | -------------------- | -------------------- | -------------------- |
| 역대 최고 기온 °C (°F)                                        | 20.2 (68.4)          | 25.7 (78.3)          | 30.2 (86.4)          | 36.3 (97.3)          | 39.7 (103.5)         | 41.2 (106.2)         | 42.5 (108.5)         | 40.7 (105.3)         | 38.5 (101.3)         | 33.7 (92.7)          | 26.5 (79.7)          | 19.2 (66.6)          | 42.5 (108.5)         |
| 일평균 최고 기온 °C (°F)                                      | 4.2 (39.6)           | 8.2 (46.8)           | 14.8 (58.6)          | 21.5 (70.7)          | 27.1 (80.8)          | 31.8 (89.2)          | 32.0 (89.6)          | 30.4 (86.7)          | 27.0 (80.6)          | 21.2 (70.2)          | 12.9 (55.2)          | 5.8 (42.4)           | 19.7 (67.5)          |
| 일일 평균 기온 °C (°F)                                        | −0.7 (30.7)          | 2.9 (37.2)           | 9.1 (48.4)           | 15.7 (60.3)          | 21.5 (70.7)          | 26.2 (79.2)          | 27.4 (81.3)          | 25.8 (78.4)          | 21.6 (70.9)          | 15.5 (59.9)          | 7.9 (46.2)           | 1.1 (34.0)           | 14.5 (58.1)          |
| 일평균 최저 기온 °C (°F)                                      | −4.6 (23.7)          | −1.4 (29.5)          | 4.2 (39.6)           | 10.4 (50.7)          | 16.2 (61.2)          | 21.0 (69.8)          | 23.3 (73.9)          | 22.0 (71.6)          | 17.2 (63.0)          | 11.0 (51.8)          | 3.8 (38.8)           | −2.7 (27.1)          | 10.0 (50.1)          |
| 역대 최저 기온 °C (°F)                                        | −19.7 (−3.5)         | −16.5 (2.3)          | −11.3 (11.7)         | −1.9 (28.6)          | 4.2 (39.6)           | 10.9 (51.6)          | 14.0 (57.2)          | 12.8 (55.0)          | 6.4 (43.5)           | 0.0 (32.0)           | −10.1 (13.8)         | −16.0 (3.2)          | −19.7 (−3.5)         |
| 평균 강수량 mm (인치)                                         | 5.0 (0.20)           | 10.1 (0.40)          | 9.4 (0.37)           | 34.1 (1.34)          | 61.3 (2.41)          | 82.9 (3.26)          | 189.0 (7.44)         | 160.2 (6.31)         | 60.1 (2.37)          | 27.3 (1.07)          | 23.7 (0.93)          | 6.5 (0.26)           | 669.6 (26.36)        |
| 평균 강수일수 (≥ 0.1 mm)                                      | 2.6                  | 3.6                  | 3.2                  | 5.0                  | 6.4                  | 7.9                  | 11.8                 | 10.7                 | 7.4                  | 5.3                  | 4.5                  | 2.9                  | 71.3                 |
| 평균 강설일수                                                 | 2.8                  | 3.4                  | 0.8                  | 0.1                  | 0                    | 0                    | 0                    | 0                    | 0                    | 0                    | 0.9                  | 2.1                  | 10.1                 |
| 평균 상대 습도 (%)                                            | 56                   | 53                   | 48                   | 52                   | 56                   | 57                   | 73                   | 78                   | 71                   | 62                   | 61                   | 58                   | 60                   |
| 평균 월간 일조시간                                            | 152.6                | 155.2                | 209.9                | 234.9                | 259.6                | 233.1                | 195.7                | 198.0                | 187.0                | 188.9                | 162.6                | 155.2                | 2,332.7              |
| 가능 일조율                                                   | 49                   | 50                   | 56                   | 59                   | 59                   | 53                   | 44                   | 48                   | 51                   | 55                   | 54                   | 52                   | 53                   |
| 출처: 중국기상국 (평년값: 1991년~2020년, 극값: 1951년~2010년) |                      |                      |                      |                      |                      |                      |                      |                      |                      |                      |                      |                      |                      |

### 면적
육지면적은 814km2이고, 구릉지대면적은 약 3,000km2이상이다. 그리고 평원면적은 5,000km2이다.

### 위치
경도 116도 11분 - 117도 44분, 위도 북위 36도 01분 - 37도 32분에 위치한다.

### 수리시설
지난은 중국 동부 대형도시에 속한다.도시내 급수와 큰 샘의 용출을 위해, 지난시는 대부분의 지하 우물을 닫아버리고, 지표면의 수원을 다시 쓰는 방법을 채택했다. 이런 이유로, 지난시의 남쪽, 서쪽, 북쪽 모두 대형 댐이 건설되어 있다. 이 댐은 한해 동안의 시내지역 물 공급을 보장하고 있다.

## 인구
2005년 인구는 569만명으로, 도시쪽 인구는 254만명이다. 인구의 대부분은 한족이나, 만주족이나 후이족도 거주하고 있다.

## 행정구역
2019년 1월 지급시 라이우시가 지난시에 통합되었다
|           | 구역명 | 한자 |
| --------- | ------ | ---- |
| 시할구    |        |      |
| 화이인 구 | 槐荫区 |      |
| 톈차오 구 | 天桥区 |      |
| 리샤 구   | 历下区 |      |
| 스중 구   | 市中区 |      |
| 리청 구   | 历城区 |      |
| 창칭 구   | 长清区 |      |
| 장추 구   | 章丘区 |      |
| 라이우 구 | 莱芜区 |      |
| 강청 구   | 鋼城区 |      |
| 지양구    | 济阳区 |      |
| 현        |        |      |
| 상허 현   | 商河县 |      |
| 핑인 현   | 平阴县 |      |

## 경제
1852년 이후 황하는 유로를 변경하여 지난 북쪽으로 흐르게 되었고 철도 교통의 중심축으로 확립되어 북쪽의 농경 지대에서 생산되는 농산품들의 주요 시장이 되었다. 농산품 교역으로 도시는 종이, 시멘트, 성냥을 생산하는 공장 뿐만 아니라 방직과 의복, 제분, 착유 산업도 발전하게 되었다. 1950년에 커다란 화학 공장과 철강 공장이 지난 주변에 세워졌다. 대규모의 금속 공장은 철강 완제품과 선철, 주괴를 생산했다. 1970년대에 공장은 추가로 트럭과 건설 차량을 생산하였다.
지난은 양질의 노동 자원이 모여있는 곳이다. 도시에는 18개의 대학에 20만 명이 넘는 학생이 공부하고 있다. 200개 이상의 연구 협회와 10개의 국립 연구소가 있다.
기술 집약 산업에 초점을 맞춰 지난은 중공업과 방직 산업에 의해 부양되던 도시를 더 다양한 산업 구조로 변화시켰다. 정보 기술, 교통 수단, 가전 제품, 생물공학 제품 등이 이 지역의 산업에 중요한 구성요소가 되고 있다. 지난의 IT관련 생산량은 2004년에 국가에서 4위를 차지했다.
청대 이후, 지난에서는 자본주의가 싹트기 시작했다. 지난은 중국 근대 역사상 제일 먼저 외국과 통상한 항구이며 자발적으로 자본주의화를 진행시킨 도시이다. 루이푸샹(瑞蚨祥)이 흥기했던 곳도 바로 이곳이다. 20세기초 독일에 의해 합쳐진 지아오지(胶济)철도와 진푸(津浦)철도는 지난의 번화를 더욱 촉진시켰다.

### 중공업기업
- 중국석유화학공업그룹지난정유공장(中国石化集团济南炼油厂)
- 중국중형자동차그룹(中国重型汽车集团)
- 산둥루넝그룹(山东鲁能集团)
- 산둥시멘트공장(山东水泥厂)
- 지난강철그룹본사(济南钢铁集团总公司)
- 지난철도그룹(济南铁路集团)
- 산수그룹(山水集团)

### 경공업기업
- 중국모터자전거그룹(中国轻骑集团)
- 지난바오투취안양주유한회사(济南趵突泉酿酒有限公司)
- 지난원수편직물주식(济南元首针织股份)
- 샤오야그룹(小鸭集团)

### 통신정보산업기업
- 중국전신 산동지점(中国电信山东分公司)
- 중국이동,중국이동통신 산동지점(中国移动中国移动通讯山东分公司)
- 중국네트워크통신,중국인터넷통신 산동지점(中国网通中国网络通信山东分公司)

## 역사
지난 지역에 사람이 살기 시작한 시기는 4000년 이전으로 추정된다. 룽산 산(龙山)에서 검은색 토기가 출토되었다. 지난은 황하유역의 인류선조들이 가장 빨리 개발했던 곳이다. 서주(西周 기원전 1027년 ~ 기원전 771년), 춘추시대(春秋 기원전 770년 ~ 기원전 475년), 전국시대（战国 기원전 475년 ~ 기원전 221년)는 지난은 제나라의 요지였다. 한나라(기원전 206년 ~ 기원후 220년)시대에는 지난군(济南郡)이 설립되었고, 송대부터 청대(宋清 960년 ~ 1911년)까지 모두 지난에 지난부(济南府)를 설립했다. 1899년 지난과 칭다오(青岛)를 오가는 철도가 건설되기 시작하여, 1904년 철도가 완공됨으로써, 지난은 중요한 교통의 요충지 역할을 수행할 수 있게 되었다. 그리하여, 최근 지난은 이미 공업과 문화의 신흥도시로 변모하고 있다.

## 문화
지난은 역사상 많은 문인을 배출했다. 가장 유명한 사람으로는 지난얼안(济南二安 지난의 두명의 안)이라고 일컫는 리칭자오(李清照 号易安), 신치지(辛弃疾 字幼安)가 있다. 역대 왕조시대 수많은 문인과 시인들이 지난을 방문했고, 그 중 당대 이백(李白), 두보(杜甫), 송(宋)대의 청공(曾巩), 소식(苏轼), 금원(金元)시기의 원호문(元好问), 장양호(张养浩), 명(明)대의 이반용(李攀龙), 왕샹춘(王象春), 청(淸)대의 왕사정(王士祯), 포송령(蒲松龄)등이 있다.

## 관광
지난은 “천성(泉城)”으로 유명하고, “전 세계에서 가장 아름다운 곳, 금고(今古)의 기이하고 훌륭한 경관”이라는 명예를 가지고 있다. 시내에는 바오투취안(趵突泉), 헤이후취안(黑虎泉), 전주취안(珍珠泉), 우롱탄취안췬(五龙潭泉群) 및 풍경이 아름다운 다밍후(大明湖)가 있고, 예로부터 72개의 샘이 있었다고 한다. 유구한 역사는 천성(泉城)에 풍부한 문화유적을 남겼고, 그 중 청쯔야(城子崖) 룽산문화(龙山文化)유적, 샤오탕 산(孝堂山)의 한대(汉代) 곽씨 사당, 수대(隋代)의 쓰먼타(四门塔), 당대(唐代)의 룽후타(龙虎塔), 쥬딩타(九 顶塔), 링옌쓰(灵岩寺), 송대의 소상(塑像) 및 쳰포산 산(千佛山), 황스야(黄石崖)등이 유명하다. 1986년 12월, 지난 시는 국무원에 의해 국가역사문화도시로 지정되었다.
바오투취안(趵突泉)은 지난시중심에 위치하고 있다. 바오투(趵突)란말은 샘물이 활발히 뿜어져 나오는 모습을 형용하고 있다. 1956년, 바오투취안은 이미 공원이 되었고, 자연풍경이 매우 아름답다. 지난의 샘들은 한때는 100개도 넘어 가장 인기있는 관광 명소였다. 하지만 오늘날에 와서는 우기가 아니고서는 샘물이 활발히 뿜어져 나오는 것을 볼 수 없다.
다밍 호(大明湖)는 지난 옛성의 북쪽에 위치한다. 이곳의 면적은 약 80 핵타르정도이며, 대략 옛성의 면적 절반을 차지하고 있다. 다밍후는 천연 호수이다, 호수의 물은 모두 시의 전주취안(珍珠泉), 푸룡취안(芙蓉泉0), 왕푸치(王府池) 등의 샘물로부터 온다. 공원 내부에는 저장성(浙江省) 닝보(宁波)의 티옌이거(天一阁)설계를 모방한 샤위안(遐园)이 있다; 송(宋)대의 저명한 문학가 신치지(辛弃疾 1149 ~ 1207)의 쟈쉬안치(稼轩祠)을 기념하기 위해 만들어졌다. 고대 제왕이 돈 많은 사람과 간단한 연회를 거행하는 정자로도 쓰였다; 그 밖에 도가사원인 베이지거(北极阁)(이미 훼손됨);산둥지방의 행정장관 티에바오(铁保)가 금문학사 리우펑가오(刘凤诰)를 환대하기 위해 주연을 배풀었던 티에공치(铁公祠)등이 있다.
쳰포 산(千佛山)은 지난시의 남쪽으로 2.5 km 떨어진 곳에 위치한다. 수나라(581 ~ 618)때 이곳에 조각불상과, 사원을 건설했다. 이런 이유로 쳰포쓰(千佛寺)라고 불리며, 이 산의 이름을 쳰포산 산(千佛山)이라고 칭했다. 당대 정관(贞观627~650)때, 싱궈쓰(兴国寺)를 건축했다.매년 중양가절(重阳佳节)때면, 쳰포 산(千佛山)의 종성이 먼 곳까지 울려퍼지고, 참배자가 매우 많다. 사원 앞 낭떠러지 아래는 원래 석굴과 100개가 넘는 존불상 부조가 있었으나, 훼손이 심각하다. 근래에, 석굴과, 불상은 부분적으로나마 복구를 했다. 여행객은 쳰포 산(千佛山)을 등반하며 멀리 황하와 취안청(泉城)을 감상 할 수 있다.

## 교육
- 산둥 대학 (山東大学)
- 지난 대학 (済南大学)
- 산둥 사범대학 (山東師範大学)

## 교통
- 지난 공항
- 지난 지하철

## 자매 도시
- 대한민국 경기도 수원시
- 대한민국 서울특별시 강남구
- 일본 와카야마시
- 일본 야마구치시
- 영국 코번트리
- 프랑스 렌
- 미국 새크라멘토
- 러시아 니즈니노브고로드
- 독일 아우크스부르크
- 파푸아뉴기니 포트모르즈비

## 같이 보기
- 산둥성